# Thule
THULE（スーリー）は、スウェーデンのスーリーグループ（Thule Group AB）が展開するブランド。スーリーグループはスウェーデン・マルメに本社を置き、カーキャリアの世界最大のメーカーである。
コーポレートスローガン「Bring your life」を掲げ、製品展開はカーキャリアに留まらず、プロも使用する本格的なアウトドアバックパックから、リュック、スーツケース、自転車チャイルドシート、ベビーカーまで多岐に渡る。
そのデザインは国際的なプロダクトデザイン賞を多数受賞する等高い評価を受けている。物をより安全、簡単、スタイリッシュに運べる機能性の両立、そして単純に物を運ぶソリューションを提供するだけでなく、アクティブなライフスタイルを喚起提唱し、それらを実現するための製品供給をモットーとしている。世界30か所以上に拠点を構え、約140カ国で販売をしている。
2024年、世界的デザイン賞「Red Dot Design Award」のデザインチーム全体を対象とした最も権威ある部門である「Design Team of the Year」を受賞した。

## 歴史
1942年、Eric Thulinによりスウェーデン南部の森深い町ヒラーストープで創業された。設立当初は湖に生息するカワカマスを捕るための金属でできた漁師道具など、金属製品を加工販売していた。戦後（スウェーデンは中立国として第二次世界大戦に参戦はしていない）民間に車が普及しカーレジャー需要の高まりを受けて、スキーラックやルーフバスケットなど、持ち前の金属加工技術を活かし、今日のThuleにつながるカーキャリア製品の展開を開始。当時のスウェーデンにはカーキャリア製品を販売する他メーカーも多く存在したが、優れた利便性と耐久性でブランドとしての支持を獲得した。1970年代から1990年代初頭にかけてスキー、サーフィン等のレジャー産業の発達に伴い適時キャリアを投入し拡大、ヨーロッパ、北米進出を成功させ、アジア進出においては日本が最大のマーケットとなった時期もあった。
2014年11月、ナスダック・ストックホルムに株式を上場した。2016年7月、オランダのチャイルドシートメーカーのGMG B.V.を買収、2018年12月、アメリカ合衆国のテントメーカーのTepui Outdoors Inc.を買収した。

## カーキャリア概要
1980年代初頭より日本に輸入され始めた日本おけるカーキャリアシステムの元祖。
カーキャリアシステムは大別すると、車のルーフ上で土台となる「ベースキャリア」とその上に取り付ける「キャリア」に分かれる。キャリアで最もポピュラーな製品はボックスで、これは一般には「ルーフボックス」などと呼ばれる。

## カーキャリア取付
車のルーフ上に「バー」「フット」「キット」から構成される「ベースキャリア」、いわばシステムの土台となる部分を取り付ける。「ルーフレール」、「Tトラック」や「レインガター」が標準装備されている車はキットを取り付ける必要がない。「キット」はクルマメーカー、車種、年式ごとに異なるルーフの形状にフィットさせるための部品であり、膨大な種類が用意されている。
キット、もしくはルーフレール・Tトラック・レインガター上に、いわゆる脚となるフットを装着しバー2本を前後に取り付けることでベースキャリアは完成する。
バーにはベーシックな「スクエアバー」横にスライドし積み降ろしを楽にする「スライドバー」、空力を考慮した翼形状の「ウィングバー」がある。ウィングバーは2012年から投入され、他のバーに比べ幅広であるため古いキャリアは使用できない場合がある。
キャリアには汎用性の高いルーフボックスの他、スキー・スノーボード・自転車・サーフボード・カヤック・カヌーなどの積載対象が明確な製品を用意している。

## 年表
- 1942年 – エリック・トゥーリンが、スウェーデンの漁師向け製品を作り始める。Thuleの誕生
- 1955年 – Thule初の自動車用品、ヘッドランプを砂利から保護するためのグリルを発売
- 1962年 – 最初のスキーラック発売[5]
- 1964年 – バスケット付きルーフラック発売[5]
- 1968年 – ルーフラックClassic 68発売
- 1977年 – スキーボックスTB-11、Thule初のルーフボックス発売[5]
- 1983年 – サーフボード用キャリア発売[5]
- 1984年 – Thule Combibox 250発売
- 1992年 – Thule初のトウバーマウント型サイクルキャリア発売[5]
- 1997年 – Thule、世界最大のルーフボックス・メーカーになる
- 2002年 – Thule Hull-a-Portカヤックキャリア、米国でトップセラーになる
- 2004年 – Thule 591 ProRide発売。ベストセラーとなったルーフマウント型サイクルキャリア発売
- 2010年 – Thule Crossoverラゲッジ＆ノートパソコンバッグ発売[5]
- 2012年 – Thule Pack'n Pedalサイクルバッグ&ラック発売
- 2013年 – Thule Perspektivカメラバッグ発売
- 2015年 - Thule テクニカルバックパック発売[5]
- 2018年 – Thule Tepuiルーフトップテント発売[5]

## 日本法人
日本法人「スーリージャパン株式会社」（Thule Japan K.K）は、スーリーグループの完全子会社として1998年に設立。日本国内の販売代理店に対する営業・マーケティングと製品設計を中心に行っている。